# 1340
| 1340               |
| ------------------ |
| Dødsfald - Fødsler |
| • Begivenheder     |

| Gregoriansk kalender | 1340 MCCCXL             |
| Ab urbe condita      | 2093                    |
| Armensk kalender     | 789 ԹՎ ՉՁԹ              |
| Kinesiske kalender   | 4036 – 4037 己卯 – 庚辰 |
| Etiopisk kalender    | 1332 – 1333             |
| Jødisk kalender      | 5100 – 5101             |
| Hindukalendere       |                         |
| - Vikram Samvat      | 1395 – 1396             |
| - Shaka Samvat       | 1262 – 1263             |
| - Kali Yuga          | 4441 – 4442             |
| Iransk kalender      | 718 – 719               |
| Islamisk kalender    | 740 – 741               |

Konge i Danmark: Den kongeløse tid 1332-1340 – – Valdemar 4. Atterdag konge af Danmark 1340-1375
Se også 1340 (tal)

## Begivenheder

### Januar
- 26. januar – Edward 3. af England udråbes til konge af Frankrig

### April
- 1. april - Den 8 år lange holstenske dominans i Danmark lider nederlag, da væbneren Niels Ebbesen dræber grev Gerhard (Den kullede greve) i Randers

### Juni
- 24. juni - Valdemar 4. Atterdag konge af Danmark 1340-1376

### November
- 2. november - Niels Ebbesen, som "vog den kullede greve" ved Randers, falder under et slag ved Skanderborg Slot

## Født
- Håkon 6. af Norge, konge af Norge 1355-1380 og Sverige 1362-1364 (død 1380)

## Dødsfald
- 1. april – Grev Gerhard ("den kullede greve") bliver myrdet af Niels Ebbesen